# Mike Candys
Mike Candys, vlastním jménem Michael David Kull, (* 20. srpna 1971) je švýcarský DJ a hudební producent.
Produkuje a upravuje skladby i pro další umělce, mezi které patří i DJ Antoine, Christopher S, MR P!NK, Pat Farrell, Mr Da-Nos, Remady, Chris Crime, Jaybee, Mr Fiction. V nedávné době Candys zremixoval také německý pop-act číslo jedna – Rosenstolz. Produkce Mikea Candyse boduje na DJských charts po celém světě. V letech 2007–2008 se stal několikrát číslem 1 v rámci pozic CD a stažených charts. Mike Candys hraje house, house classics a electrohouse a spoustu songů vyprodukovaných speciálně pro něj a proto, aby je mohl udělat výjimečnými. Aktuálně[kdy?] bude Candys v březnu vystupovat na německé RTL II televizi v pořadu The Dome. Pořad je původně ze Spojeného království, do kterého se dostanou jen interpreti z Top 100 hitparády. Vystupoval v ČR na Beats for love 2016, kde byl na EDM and Trance stage